# Ilex steyermarkii
Ilex steyermarkii är en järneksväxtart som beskrevs av Edwin. Ilex steyermarkii ingår i släktet järnekar, och familjen järneksväxter. Inga underarter finns listade i Catalogue of Life.